# Lesmes de Basterrica
Lesmes de Basterrica (San Sebastián, España, 1807 – Montevideo, 1881) militar uruguayo nacido en España, perteneciente al Partido Blanco.
Con una amplia forja de servicios en España, se radicó en Uruguay, durante la Guerra Grande y se vinculó al gobierno del Cerrito. Segundo jefe del batallón Voluntarios de Oribe, fue edecán del presidente, con el grado de teniente coronel. Apoyó el Pacto de la Unión en 1855. Fue edecán del gobierno durante la presidencia de Bernardo Prudencio Berro y Anastasio Aguirre le dio el grado de general. No reconocido por el gobierno de Venancio Flores, luego de que este, tomara el poder del país, por su sublevación armada. Dado de baja tras el levantamiento de febrero de 1868. Se exilió en Argentina, e invadió el país junto a Anacleto Medina en 1870, al estallar la Revolución de las Lanzas, donde resultó gravemente herido. Al producirse la paz de abril (1872) reingreso al Ejército y fue ascendido a general en 1875.
- Datos: Q5973812